# Luc Gilson
Pour les articles homonymes, voir Gilson.
Luc Gilson est un journaliste et animateur de télévision belge né à Dinant le 27 octobre 1969.

## Biographie
Luc Gilson obtient une licence en communication et journalisme de l'Université catholique de Louvain.
Il commence sa carrière sur la chaîne de télévision luxembourgeoise (qui diffuse vers la belgique francophone) RTL-TVI au mois d'août 1995. Durant sa carrière, il est chroniqueur des émissions Clip Clap, I Comme, Tout s'explique et ça alors, dont il est par ailleurs le producteur, et de différentes émissions. Il développe également ses talents d'acteur dans une troupe théâtrale formée avec différents collègues de la chaîne RTL-TVI et dont les recettes sont versées au profit du Télévie et fait partie des animateurs des soirées de clôtures de l'œuvre caritative,. De septembre 2011 à août 2017 il présente le journal de 13 heures.
En septembre 2017, il prend les commandes du RTL INFO Weekend. Depuis septembre 2019, il est co-titulaire du RTL INFO 19h.  
Sa carrière est également axée sur la radio Bel RTL avec notamment l'émission Beau fixe. Luc Gilson est papa de deux enfants : Emy et Tom.